# رالف كوتس
رالف كوتس (بالإنجليزية: Ralph Coates)‏ هو لاعب كرة قدم بريطاني، ولد في 26 أبريل 1946 في هتون-لو-هول ‏ في المملكة المتحدة، وتوفي في 17 ديسمبر 2010 في بيدفوردشير في المملكة المتحدة بسبب سكتة. شارك مع منتخب إنجلترا تحت 21 سنة لكرة القدم ومنتخب إنجلترا لكرة القدم. أما مع النوادي، فقد لعب مع توتنهام هوتسبير ونادي بيرنلي ونادي ليتون أورينت.

## وصلات خارجية
- رالف كوتس على موقع قاعدة بيانات كرة القدم.إي يو (الإنجليزية)
- رالف كوتس على موقع ناشيونال فوتبول تيمز (الإنجليزية)